# گرگ برگر
گرگ برگر (انگلیسی: Gregg Berger؛ زادهٔ ۱۰ دسامبر ۱۹۵۰) یک هنرپیشه و صدا پیشه اهل ایالات متحده آمریکا است. وی از سال ۱۹۷۸ میلادی تاکنون مشغول فعالیت بوده‌است.

## گزیدهٔ آثار

### سینما
- فیلم باب‌اسفنجی: اسفنج بیرون از آب (۲۰۱۵)
- دانشگاه هیولاها (۲۰۱۳)
- گارفیلد ۲ (۲۰۰۶)
- گارفیلد (۲۰۰۴)
- دانشکده پلیس: مأموریت مسکو (۱۹۹۴)

### تلویزیون
- سیمپسون‌ها (۲۰۱۰)
- سسمی استریت (۱۹۹۳-۱۹۸۶)

### بازی‌های ویدئویی
- کینگدام هارتس ۲ (۲۰۰۵)